# Croc: Legend of the Gobbos
Croc: Legend of the Gobbos, anche conosciuto semplicemente come Croc e in Giappone come Croc! Pau-Pau Island (クロック! パウパウアイランド?, Kurokku! Paupau Airando), è un videogioco di genere platform sviluppato da Argonaut Software e pubblicato da Fox Interactive nel 1997. Sono state distribuite versioni per PlayStation, Saturn, Game Boy Color e Windows.
Croc è un videogioco a piattaforme 3D che segue le avventure di un coccodrillo chiamato Croc nella sua ricerca per salvare i Gobbos (piccole palle di pelo) dal Baron Dante.
Il gioco ha riscosso parecchi consensi di critica, e fu un successo commerciale, vendendo oltre un milione di copie negli Stati Uniti, divenendo uno dei giochi più venduti per PlayStation.
Nel 1999 è stato realizzato il seguito, Croc 2. Argonaut Software avanzò inoltre la possibilità di un ritorno di Croc sulla PlayStation 2, ma il progetto non venne realizzato a causa della chiusura della società nel 2004 e alla volontà della Fox Interactive di rinnovare Croc per renderlo più competitivo con il mercato attuale, dominato da titoli come Jak and Daxter: The Precursor Legacy, Spyro the Dragon e Crash Bandicoot.
Tra i successori di Croc si può considerare Kao il Canguro, una serie distribuita per Dreamcast e Microsoft Windows.

## Trama
Un giorno, sull'isola abitata dai Gobbos, piccole creature pelose molto amichevoli e pacifiche, arriva una culla contenente un piccolo e tenero coccodrillo: Croc. Il saggio re Rufus decide di accoglierlo e di educarlo: gli insegna a socializzare, a correre e a combattere. Col tempo Croc cresce e diventa il protettore dei Gobbos. Ma un brutto giorno il Barone Dante, una creatura malvagia e invidiosa della felicità dei Gobbos, invade il regno di re Rufus seguito dai fedeli Dantini e cominciano a rapire tutti i Gobbos. Il re riesce a salvare Croc con l'aiuto dell'uccellina Beany prima di essere catturato. Ora Croc deve liberare i suoi amici dalle grinfie del malvagio Barone Dante.

## Modalità di gioco
Il gioco porta il giocatore in diverse isole, con la missione di cercare e salvare più gobbos possibile e sconfiggere i boss che compaiono due volte in ogni isola. La missione è resa difficile dalla presenza dei Dantini, che sono seguaci del malvagio Barone Dante e i cui poteri possono essere annullati solo temporaneamente, con un colpo di coda del coccodrillo. Ci sono quattro isole da esplorare più una segreta.
Il disco e il manuale sono in lingua inglese.

## Sviluppo
La Fox Interactive (squadra composta da Paul Provenzano, David Stalker, Chris Miller, Michael Dunn, Eric Asevo, Jackson Hamiter, Jennifer Kelly, Erik Larson, Allyson Bud, Bruce Maksin, Paul Pawlicki, Harish Rao, Theresa Rizzo, Seth Roth, Mike Sneider, Neil Alsip) ha creato il mondo di gioco e la grafica.
La Argonaut Games (composta da Anna Larke, Howard Scott, Roger Davies, Nick Rodriguez, Chris Tudor Smith, Ashley Rubenstein, Nathan Burlow, Julian Jameson, Jim Loftus, Mark Washbrok, Scott Butler, Dina Drawbell, Mick Hanrahan, Luke Verlhust, Simon Keating, Nic Cusworth, Lynsey Bradshow, Richard Griffiths, Justin Scharvona, Kain Griffith, Martin Gwynn Jones) ha invece scritto i testi, disegnato le creature e gli sfondi e fatto gli effetti sonori e musicali.

## Serie

### Sequel
Nonostante i molti commenti positivi sulle riviste e le numerose vendite, che l'hanno portato ad essere uno dei giochi più venduti per PlayStation, Croc ha avuto solo un sequel, Croc 2, pubblicato nel 1999.

### Remastered
Croc: Legend of the Gobbos (2025) sviluppato e pubblicato da Argonaut Games è una versione rimasterizzata HD del videogioco originale, per le console (PlayStation 4, PlayStation 5, Nintendo Switch, Xbox One e Xbox Series X/S) e PC attuali, la data di pubblicazione è stata pianificata per il 2 aprile 2025.

### Mobile
Negli anni successivi sono stati pubblicati tre diversi spin-off per i dispositivi telefonia mobile con software J2ME:
- Croc Mobile: Jungle Rumble! (2005)
- Croc Mobile: Pinball (2006) di genere flipper digitale
- Croc Mobile: Volcanic Panic! (2006)